# Schatullflicka

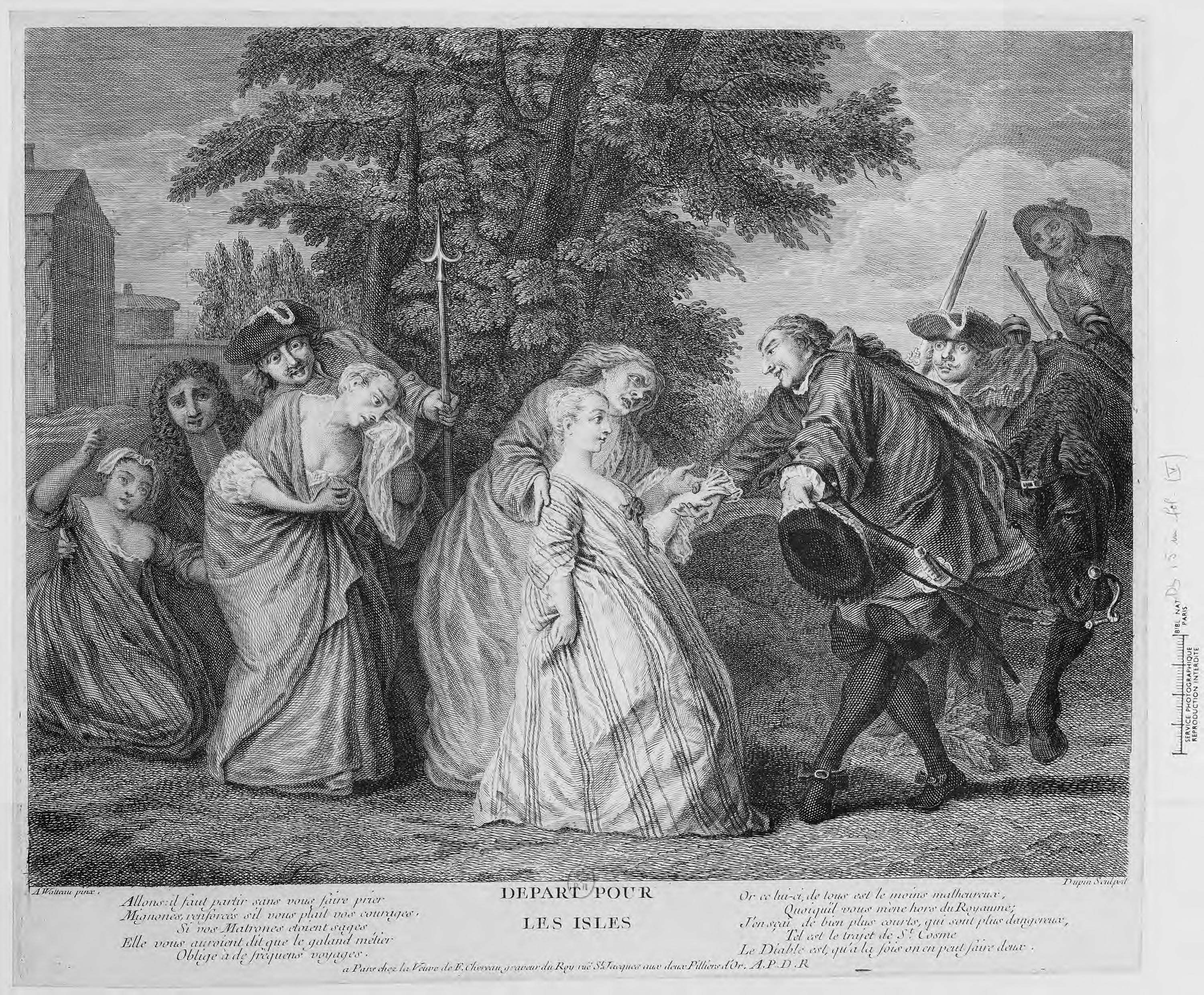
Schatullflickornas avfärd till Louisiana, av Antoine Watteau.

Schatullflicka är namnet på de kvinnor som fördes från Frankrike av myndigheterna till den franska kolonierna i Nordamerika och Västindien, särskilt dåvarande Louisiana, för att gifta sig med kolonisterna. Namnet härrör från deras bagage, som endast bestod av ett schatull med kläder. Denna verksamhet organiserades av de franska myndigheterna för att utjämna könsbalansen i den franska kolonin och säkerställa befolkningstillväxt. 

## Historia
Louisiana koloniserades år 1699 av 80 fransmän under ledning av Pierre LeMoyne d'Iberville. Kolonisterna hade förhållanden med inhemska kvinnor, men några franska vita kvinnor fanns inte tillgängliga, och det gjordes därför en ansökan hos myndigheterna i Frankrike om att bli försedda med vita kvinnor från moderlandet. Detta var en sed som redan hade förekommit i Kanada, dit Kungens döttrar hade sänts under 1600-talet, och i Franska Västindien, dit barnhemsflickor och kriminella hade sänts från 1600-talet fram till 1700-talets mitt. 
Den första gruppen schatullflickor sändes från Frankrike till Mobile i Alabama 1704; Biloxi i Mississippi 1719; och till New Orleans i Louisiana 1728. Som bagage medförde de ett schatull med en hemgift från franska staten. Det innehöll två ombyten kläder, två kjolar och underkjolar, sex korsetter, sex linnen och några andra nödvändighetsartiklar. 
Schatullflickorna utsattes initialt för en del misstänksamhet under sin samtid, på grund av de kvinnor som i övrigt brukade deporterades till kolonierna.  Normalt sett brukade de franska myndigheterna nämligen skeppa kvinnor till kolonierna genom att arrestera lösdrivare och prostituerade på gatorna och tömma fängelser och arbetshus. I just kategorin schatullflickorna, handlade det emellertid om flickor från katolska kyrkans välgörenhetsinstitutioner, såsom barnhem och klosterskolor för föräldralösa. Dessa flickor var fattiga men garanterade oskulder och alltså inte prostituerade. Därför fick de historiskt också ett gott rykte, och i Louisiana blev härstamningen från en schatullflicka något att vara stolt över. I praktiken skall det dock också ha funnits kvinnor som placerats på La Salpêtrière i Paris för prostitution.
Vita kvinnor förblev dock numerärt mycket färre än män i de franska kolonierna i Amerika under hela 1700-talet. Parallellt uppkom ett system kallat plaçage i särskilt Louisiana och på Saint-Domingue, där vita män skaffade sig en inofficiell familj med en fri färgad kvinna vid sidan av hans officiella familj.

## Fiktion
Schatullflickorna skildrades i Victor Herberts Naughty Marietta 1910.